# Los cuatro mosqueteros
Los cuatro mosqueteros (título original en inglés The Four Musketeers, también conocida como Los cuatro mosqueteros: La venganza de Milady) es una película de espadachines británica de 1974 que sirve como secuela de la película de 1973 Los tres mosqueteros y cubre la segunda mitad de la novela de Alejandro Dumas de 1844 Los tres mosqueteros.
Quince años después de la finalización de Los cuatro mosqueteros, gran parte del elenco y el equipo se reunieron para filmar El regreso de los mosqueteros (1989), basada libremente en Veinte años después de Dumas (1845).

## Argumento
Durante la guerra anglo-francesa (1627-1629), que implicó la represión de los rebeldes protestantes de La Rochelle, el cardenal Richelieu continúa las maquinaciones que comenzó en Los tres mosqueteros al ordenar al conde de Rochefort que secuestrara a Constance Bonacieux, modista de la reina Ana de Francia. Su malvada agente Milady de Winter, que quiere vengarse del joven mosquetero D'Artagnan, lo seduce para mantenerlo ocupado. Sin embargo, pronto descubre su verdadera naturaleza y también que una vez estuvo casada con su compañero mosquetero Athos, quien supuestamente la había matado después de descubrir que era una criminal marcada.
El trío de mosqueteros, Athos, Porthos y Aramis, rescata a Constance del encarcelamiento en la morada de Saint Cloud de Rochefort y la lleva a un lugar seguro en el convento de Armentières. De Winter envía a D'Artagnan vino envenenado y una nota con la intención de hacerle creer que el trío ha sido encarcelado por embriaguez. En su camino para rescatarlos, D'Artagnan es atacado por Rochefort y sus hombres. El trío se une a la lucha y Rochefort huye. Uno de sus hombres es capturado y torturado para obtener información, revelando que Richelieu va a Dovecote Inn cerca de La Rochelle, pero luego bebe el vino envenenado y muere, revelando la trampa de De Winter. Luego, el trío se dirige a la posada donde espían a Richelieu. El cardenal ordena a de Winter que amenace al duque de Buckingham con exponer su romance con la reina, para disuadirlo de enviar una fuerza de socorro para ayudar a los rebeldes; ella debe matar al duque si él no cumple. A cambio, de Winter pide una orden judicial ordenando la captura vivos o muertos de D'Artagnan y Constance, para así poder matarlos. Richelieu firma una de mala gana, redactado de una manera que no deja evidencia en su contra al no especificar ni al ejecutor de la orden ni contra quién es ejecutada, que reza «Por mi orden y por el bien del estado, el portador ha hecho lo que se ha hecho».
Después de revelarse a De Winter, Athos le quita la orden y luego le cuenta a D'Artagnan sobre el complot. D'Artagnan envía a su sirviente Planchet para advertir al duque. En Inglaterra, de Winter le pide a Buckingham que no ayude a los rebeldes, pero él se niega. De Winter intenta asesinarlo, pero es capturada. Buckingham hace que su sirviente John Felton la encierre en la Torre de Londres, pero ella seduce a Felton y lo convence de que Buckingham es su enemigo. Felton la ayuda a escapar y regresar a Francia, y luego asesina a Buckingham antes de que Planchet pueda advertirle. Poco después, La Rochelle se rinde.
Rochefort y de Winter todavía tienen la intención de matar a D'Artagnan y Constance. Con una fuerza de guardias, ocupan el convento de Armentières y luchan contra los cuatro mosqueteros cuando llegan. Mientras Rochefort y sus hombres mantienen a raya a los mosqueteros, De Winter estrangula a Constance. Athos captura a De Winter; D'Artagnan se enfrenta en duelo a Rochefort y aparentemente lo mata con una estocada en el pecho (aunque se revela en la secuela El regreso de los mosqueteros que en realidad sobrevivió a la herida). Los cuatro mosqueteros sentencian a De Winter a muerte por decapitación y contratan a un verdugo para que lleve a cabo la ejecución. Posteriormente, son arrestados por los guardias del cardenal.
Richelieu acusa a D'Artagnan de asesinato por matar a una valiosa servidora del Estado en De Winter, pero D'Artagnan le muestra la orden judicial firmada que, debido a su redacción ambigua, parece autorizar las acciones de D'Artagnan. Derrotado y bastante impresionado por el logro de D'Artagnan, el cardenal le ofrece una comisión para que él o uno de sus tres amigos se convierta en oficial. Athos, Porthos y Aramis lo rechazan, y D'Artagnan es ascendido a teniente de mosqueteros.

## Reparto
- Michael York como D'Artagnan.
- Oliver Reed como Athos.
- Frank Finlay como Porthos.
- Richard Chamberlain como Aramis.
- Jean-Pierre Cassel como Luis XIII.
- Geraldine Chaplin como Ana de Austria.
- Charlton Heston como el cardenal Richelieu.
- Faye Dunaway como Milady de Winter.
- Christopher Lee como el Conde de Rochefort.
- Raquel Welch como Constance Bonacieux.
- Roy Kinnear como Planchet.
- Michael Gothard como Felton.
- Sybil Danning como Eugenie.
- Nicole Calfan como Kitty.

## Producción
Durante la producción de Los tres mosqueteros, los productores se dieron cuenta de que el proyecto era tan largo que no podrían completarlo como se pretendía inicialmente, como una epopeya itinerante con intermedio, y aun así alcanzar la fecha de lanzamiento anunciada. Por lo tanto, se tomó la decisión de dividir el proyecto en dos películas y, por lo tanto, las dos mitades se estrenaron como Los tres mosqueteros y Los cuatro mosqueteros con seis meses de diferencia. La mayoría de los actores estaban indignados porque su trabajo en el rodaje largo se utilizó para hacer una película completamente separada, mientras que solo se les pagaba por el trabajo de una. Se presentaron demandas en nombre de quienes contribuyeron a la película para obtener los salarios y beneficios asociados con una segunda película que no se mencionaba en los contratos originales. Todos los contratos de los actores del Sindicato de Actores de Cine (SAG) ahora tienen lo que se conoce como la «cláusula Salkind», que estipula cuántas películas se están haciendo.

## Recepción y premios
La película recibió críticas en su mayoría positivas.
También fue nominada en la 48.ª edición de los Premios Óscar a Mejor Vestuario (Yvonne Blake y Ron Talsky).